# Pârâul Cetății, Saciova
Pârâul Cetății este un curs de apă, afluent al râului Saciova. 